# BSV Roxel
Der BSV Roxel e. V. ist ein deutscher, im Jahr 1958 gegründeter Sportverein, mit Sitz in der nordrhein-westfälischen kreisfreien Stadt Münster. Die Floorball-Mannschaft spielt zurzeit in der 2. Bundesliga.

## Geschichte

### Floorball
Als Sieger der Regionalliga Nord/West der Saison 2016/17 meldete der BSV für die Aufstiegsrelegation zur 2. Bundesliga. Durch den Rückzug der Marburger Elche entfiel das geplante Spiel und der BSV durfte ohne Entscheidungsspiel aufsteigen. In der ersten Saison konnte sich die Mannschaft mit 13 Punkten auf dem siebten Platz positionieren. Da es in dieser Saison in der Staffel Nord-West jedoch auch keine Absteiger gab, war dieser auch nie gefährdet. In der darauffolgenden Saison gelang erneut der Klassenerhalt, jedoch diesmal bedingt durch zwei Abstiegsplätze wichtiger. Mit 15 Punkten gelang dies jedoch auch mit einem großen Vorsprung, da die Gettorf Seahawks und Hannover 96 ihre Mannschaft zur nächsten Saison zurückzogen. Die Saison 2019/20 wurde bedingt durch die COVID-19-Pandemie vorzeitig abgebrochen. Zu dieser Zeit hat Roxel aus 12 Spielen keinen einzigen Sieg geholt und hätte somit in die Abstiegsrelegation gemusst. Durch die neue Staffeleinteilung gab es jedoch keine Absteiger.

### Fußball
Die Fußball-Mannschaft spielte in der Saison 2002/03 in der Kreisliga A und belegte dort mit 39 Punkten den siebten Platz der Tabelle. Mit 88 Punkten gelang dann hier nach der Saison 2004/05 die Meisterschaft, womit die Mannschaft in die Bezirksliga aufsteigen durfte. Gleich in der ersten Saison platzierte man sich hier mit 49 Punkten auf dem vierten Platz. Mit 73 Punkten gelang dann auch hier nach der Saison 2006/07 die Meisterschaft, womit der Aufstieg in die Landesliga Westfalen anstand. Mit 41 Punkten und dem neunten Platz konnte auch hier wieder die Klasse sofort gehalten werden. Mit 56 Punkten gelang dann am Ende der Saison 2011/12 der zweite Platz, womit die Mannschaft in die Westfalenliga aufsteigen durfte. In der nun sechstklassigen Liga konnte ein weiteres Mal sofort die Klasse gehalten werden und die Roxler schlossen mit 39 Punkten auf dem neunten Platz ab.
Bereits eine Saison später sollte der steile Aufstieg jedoch erst einmal wieder vorbei sein. Mit 28 Punkten musste man sich mit einem Punkt Abstand auf das rettende Ufer mit dem 14. Platz begnügen und wieder absteigen. Zurück in der Landesliga konnte jedoch gleich mit 47 Punkten und dem fünften Platz eine ordentliche Tabellenplatzierung erreicht werden. Mit 59 Punkten und dem zweiten Platz gelang nach der darauffolgenden Saison dann auch die Teilnahme an einem Entscheidungsspiel um den Aufstieg. Dies konnte mit 1:0 gegen die zweite Mannschaft des SC Verl dann auch gewonnen werden, womit der Wiederaufstieg perfekt war. Zurück in der Westfalenliga konnte die Klasse mit 34 Punkten über den 13. Platz dann auch wieder knapp gehalten werden. Nach der Saison 2017/18 ging es mit nur 23 Punkten aber dann doch direkt wieder hinunter. Somit spielt die Mannschaft bis heute in der Landesliga Westfalen.

### Handball
Eine männliche Handball-Mannschaft spielt derzeit in der Kreisliga Münster 2.

### Volleyball
Neben mehreren Freizeit-Gruppen im Volleyball, spielt derzeit die Mixed-Gruppe Matshats in der 1. Stadtliga sowie die Mixed-Gruppe Volleybären in der 6. Stadtliga.